# Йобст II (Шаумбург)
Йобст II фон Холщайн-Шаумбург (на немски: Jobst II von Holstein-Schauenburg; * ок. 1520; † 29 май 1581) е граф на Холщайн-Шаумбург и от 1557 до 1581 г. господар на господство Гемен, губернатор на Западна Фризия-Грьонинген.
Той е седмият син на Йобст I фон Холщайн-Шаумбург (1483 – 1531) и съпругата му графиня Мария фон Насау-Диц (1491 – 1547), дъщеря на граф Йохан V фон Насау-Диленбург-Вианден и Елизабет фон Хесен-Марбург.
През 1557 г. след подялба на наследството Йобст II получава господството Гемен от брат си Ото IV фон Шаумбург, който от 1544 г. е управляващ граф. Гемен идва към фамилията от баба му Кордула фон Гемен (1443 – 1528). Неговите внуци Йобст Херман и Ото V по-късно управляват цялото графство Холщайн-Шаумбург.

## Фамилия
Йобст II се жени на 15 декември 1561 г. в Кюлемборг за Елизабет фон Палант († 4 януари 1606), дъщеря на Ерхарт фон Палант, господар на Кинцвайлер (1510 – 1540) и съпругата му графиня Маргерита дьо Лаленг 1508 – 1592). Те имат децата:
- Магдалена (1564 – 1566)
- Хайнрих V (1570 – 1597), господар на Гемен (1581 – 1597), женен на 4 август 1592 г. за графиня Мехтилд фон Лимбург-Щирум (1561 – 1622), наследничка на Гемен, дъщеря на Херман Георг фон Лимбург, регентка на Гемен (1597 – 1614), родители на Йобст Херман фон Холщайн-Шаумбург
- Йохан (Нанс) Ото (1572 – 1618)
- Йобст (1574 – 1594)
- Херман (1575 – 1634), граф, женен на 26 февруари 1609 г. за Катарина София фон Брауншвайг-Харбург (1577 -1665), дъщеря на Ото II
- Георг Херман (1577 – 1616), женен на 12 септември 1612 г. в дворец Браке за графиня Елизабет фон Липпе (1592 – 1646), дъщеря на Симон VI фон Липе, родители на Ото V фон Шаумбург
- Елизабет (1578 – 1629)